# 桶盤福海宮
桶盤福海宮，台灣澎湖縣廟宇，馬公市桶盤嶼聚落的公廟，主祀溫府王爺，由原流水亨通溫王殿遷奉而來。法師流派為「閭山派」。:60–62
23°30′43″N 119°31′06″E / 23.511947°N 119.518347°E

## 沿革

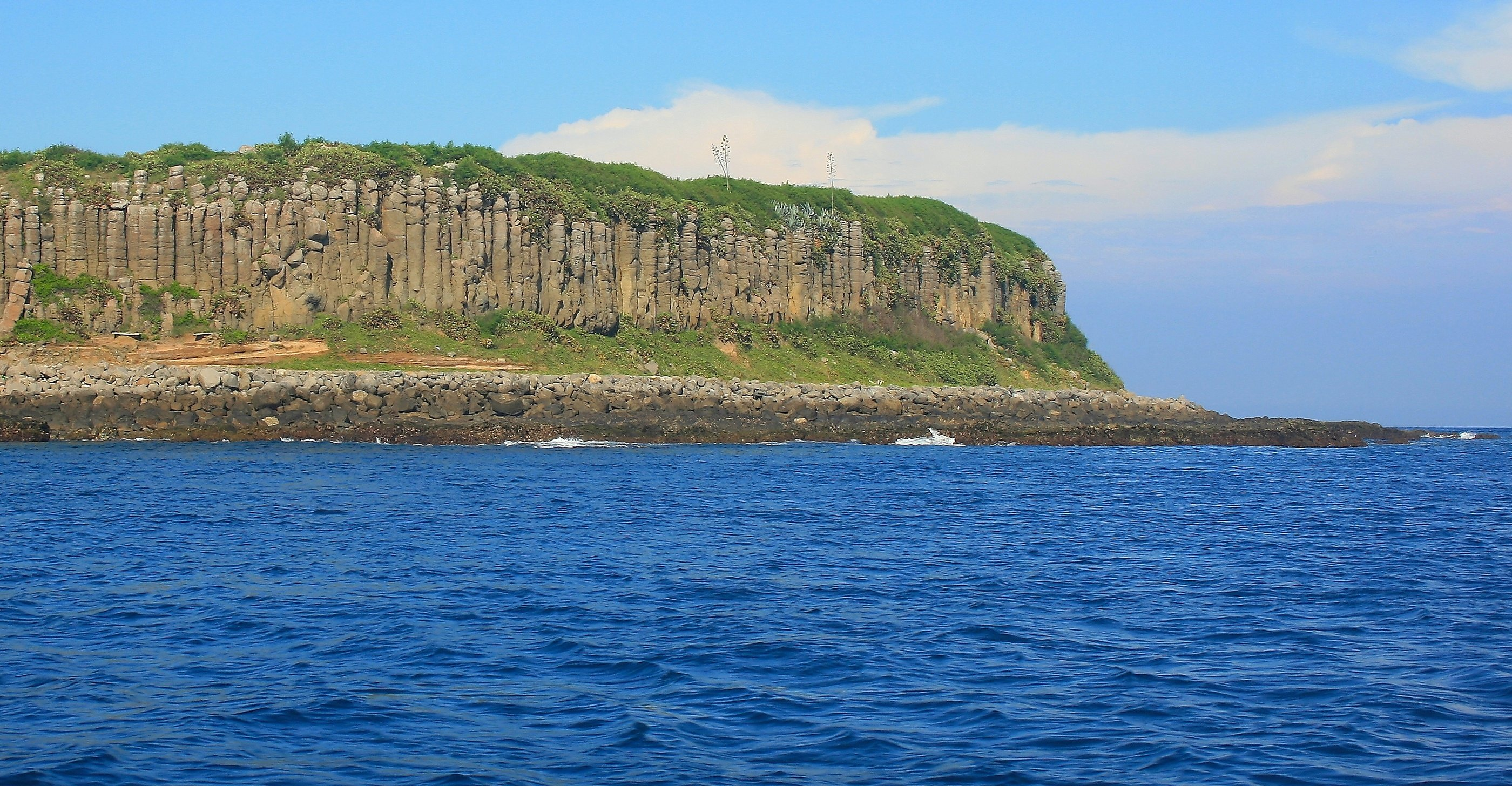
環繞島嶼外側的柱狀節理玄武岩，構成「桶盤狀」，因而得名。

桶盤嶼以島為里，與虎井同為馬公市轄下兩大離島行政區域之一，南距馬公港約六浬，其全島乃由玄武岩地質環抱島嶼而成，其柱狀節理殊為壯觀，且俯瞰形似圓狀桶盤，故稱「桶盤嶼」。
清領時期乾隆32年（1767年）間，時任澎湖通判胡建偉編撰澎湖首部方志《澎湖紀略》之時，澎湖廳計有13澳75社，桶盤嶼並未列入澳社之列；而桶盤嶼陸續有蘇姓、歐陽姓的居民徙入，約莫也是在乾隆朝（1736年－1796年）之間。桶盤嶼直到同治元年（1862年），才首次被編入為「桶盤社」，收錄於《臺灣府輿圖纂要》的澎湖廳13澳82社之中，並隸屬於「嵵裡澚」。日治時期被劃為「桶盤鄉」。1945年二戰終結後，因應行政編制調整，一度和虎井里合併成「虎桶里」，後又獨立自成「桶盤里」。
桶盤福海宮主祀神明溫府王爺，乃清末光緒年間一名喚顏旺的移民引入。顏旺原住大山嶼的風櫃尾，移居桶盤時，也在風櫃流水亨通溫王殿延請溫府王爺的香火分身在家奉祀，並吸引其他村民拜謁。日治時期明治39年（1906年），桶盤眾民於春季鳩資建造公廟，即「桶盤福海宮」，廟身坐南朝北。昭和10年（1935年），桶盤福海宮擴建規模，在民國48年（1959年）重修。民國60年（1971年），時逢桶盤漁業最興盛之際，里民斥資擴大重建桶盤福海宮、且增建兩側的鐘鼓樓，擔綱此次重建工程的大木匠師，為來自媽宮後窟潭的「令司」葉得令。:28、206-218民國71年（1982年），桶盤福海宮第四度擴建。民國108年（2019年）國曆九月，桶盤福海宮舊廟拆除，另於民國109年（2020年）國曆11月23日舉辦重建上樑大典。

## 祀神
桶盤福海宮主祀溫府王爺，副祀觀音佛祖之外，尚配祀三府千歲（朱、李、池）、五府千歲（金、李、宋、文、周）、上帝公等神祇；其中另有供奉齊天大聖孫悟空，據傳是福海宮建廟後有鳥精作怪，溫府王爺遂請示天庭，延請齊天大聖降世收妖之故，因此才供奉大聖爺。

## 外部連結
- 桶盤福海宮的Facebook專頁